# Костенецкая, Марина Григорьевна
Марина Григорьевна Костенецкая (латыш. Marina Kosteņecka; род. 25 августа 1945, Рига) — латвийская писательница-публицист и радиожурналист, бывший народный депутат СССР, член Верховного Совета СССР. Кавалер ордена Трёх звёзд.

## Биография

### Семья и ранние годы
Марина Костенецкая – поздний и единственный ребёнок в семье, родившийся месяц спустя после очередного ареста своего отца, Григория Федоровича Костенецкого (1892 – 1961). Григорий Костенецкий родился на Украине в семье православного священника. В 1915 году окончил юридический факультет Императорского Московского Университета. После революции работал адвокатом в Ленинграде. Однако за свое происхождение был арестован по делу об убийстве Кирова, когда в Ленинграде под репрессии попали 12 тысяч «социально чуждых элементов». В «кировском потоке» был приговорен к 4 годам лишения свободы с последующим поселением в Псковской области. Поскольку с началом войны он уже не подлежал призыву по возрасту, а Псковская область быстро попала под оккупацию, при немецких властях Костенецкий перебрался в Ригу, где стал работать корректором в издаваемой на русском языке газете «За родину». Вскоре Григорий Костенецкий познакомился с местной пианисткой Екатериной Анисимовой, и 10 июня 1944 года они венчались законным браком в Рижском Христорождественском соборе.
Будущая мать писательницы (1903-1988) была потомственной рижанкой. Она родилась в семье купца Второй гильдии Анисимова Тимофея Павловича, открывшего в Риге свое торговое дело в 1888 году.
Поскольку сам Григорий Костенецкий с ужасами сталинского режима столкнулся уже до войны, а его жена стала свидетелем жестоких репрессий и массовых депортаций на территории утратившей в 1940 году независимость Латвии, молодая семья при приближении к Риге Красной Армии принимает решение с эшелоном беженцев уезжать на Запад. Таким образом в момент окончания войны Костенецкие оказываются на территории Германии в лагере для перемещенных лиц и попадают в советскую зону оккупации. Здесь семью разлучают. В июле 1945 года Григория Костенецкого арестовывают, а 4 августа Военный трибунал тыла советских оккупационных войск в Германии приговаривает его к 20 годам лишения свободы и отправляет по этапу в Воркуту. В то же время прошедшей фильтрацию Екатерине Костенецкой разрешено вернуться на родину, так как она на восьмом месяце беременности ждет ребёнка. На свет Марина Костенецкая появляется через пять дней после того, как матери чудом удается добраться до Риги из Германии.
В 1955 году после смерти Сталина дело Григория Костенецкого было пересмотрено, срок наказания с 20 лет снижен до 10, которые он на тот момент уже отсидел, и семья наконец смогла воссоединиться в Риге. Все эти годы родители вели активную переписку, так что для Марины самой заветной мечтой детства было увидеть отца наяву. Однако после того как это счастливое событие произошло, выяснилось, что советское общество не готово интегрировать в свои ряды «врага народа». Отца не прописывали на жилплощадь к законной жене, а без прописки он не мог устроиться на работу. Вдобавок ко всем бытовым неурядицам в школе Марина столкнулась с травлей как «дочь врага народа». Эта трагедия – с одной стороны девочка продолжала горячо любить своего отца, а с другой стеснялась его непонятного социального статуса – наложила отпечаток на всю последующую жизнь писателя. Моральные устои и основа для будущих политических взглядов сформировались именно в подростковом возрасте. Дочь никогда так и не отреклась от своего отца, хотя советская власть предлагала ей сделать это неоднократно. Умер Григорий Костенецкий когда Марине было 16 лет, и его последними словами при встрече с дочерью в онкологической больнице были: «Сейчас ты меня стесняешься. Настанет время, когда ты будешь мною гордиться».
Через пол века в 2010 году писательница издала книгу «Письма из дома», в которой опубликовала с комментариями избранные письма из лагерной переписки родителей. Отвечая своим политическим оппонентам, разыгравшим в 1989 году против неё, как кандидата в депутаты СССР от Народного фронта, карту «дочери врага народа», Марина Костенецкая в предисловии к книге пишет: «Порочащие статьи об отце появились в газетах за три дня до выборов, однако, сработаны они были настолько грубо и примитивно, что в итоге только добавили мне голосов избирателей. Но так или иначе память отца была походя осквернена, а отголоски тех публикаций до сих пор эксплуатируются анонимными авторами в Интернете, когда заходит речь о русском писателе Латвии Марине Костенецкой. Именно это обстоятельство – Да будут благословенны враги, ими мы растем! (Н.Рерих) – и послужило толчком к изданию лагерной переписке моих родителей. Впрочем, рассчитана книга не на врагов и не на друзей, а на думающего, имеющего собственный взгляд на историю сталинизма читателя».

### Увлечение литературой
Марина Костенецкая с детства увлекалась литературой и после окончания школы отправилась работать учительницей на Чукотке, позднее написав книгу об этом крае — «Луна Холодного Лица». Она выучила чукотский язык, узнала жизнь народа изнутри, сопротивляясь пренебрежительному отношению к нему со стороны "белых людей".
В предисловии к её книге писатель Николай Задорнов отметил: «Я помню, как юная Марина присылала нам, в Союз писателей, свои фотографии, где она то с ружьём на охоте на гусей, то с двумя дареными ей белоснежными оленями… Подобно героине своей повести, она жила на Чукотке в самых трудных условиях, согласившись учительствовать в тундре в передвижной бригаде пастухов… Она написала книгу без прикрас, с любовью к людям и природе, обнаруживая тонкую наблюдательность». После возвращения с Чукотки у Костенецкой возникли проблемы со здоровьем, поэтому книгу она дописывала в туберкулёзном санатории «Дикли». Книга под влиянием друзей Марины поэтессы Лидии Ждановой и её мужа, писателя и переводчика Виктора Андреева получила рекомендацию для издания от Союза писателей, однако уже набранные гранки были сняты с печати из-за запрета цензуры — Главлита.
Тогда главный врач санатория «Дикли» Андрей Лаукманис рекомендовал Костенецкой поступать в Рижский медицинский институт, считая, что из неё получится хороший детский врач. Экзамены Марина выдержала с первой попытки и в 1971 году была зачислена на первый курс.
Однако через два года первая книга Костенецкой всё-таки была опубликована, чему помогла протекция Николая Задорнова. В 1973 году молодая писательница ушла из Медицинского института.
В 1975—1977 годах Марина Костенецкая училась на Высших литературных курсах при Литературном институте им. М. Горького в Москве. В 1975 году она была принята в члены Союза писателей Латвии, в 1977-м стала работать в редакции литературного журнала «Даугава».
Прославилась статьями в прессе на чувствительные для общества темы: о детях-сиротах, местах заключения для несовершеннолетних преступников, детдомах для детей с отклонениями в развитии. После серии её статей о школах-интернатах, где реально жили сироты, в газете "Падомью яунатне", в Латвии началась массовая адопция детей из таких школ.
После аварии на Чернобыльской АЭС дважды в 1986 году побывала на месте катастрофы в журналистских командировках, в первую из которых отправилась по приглашению коллеги Улдиса Берзиньша, который был первым добровольцем, вызвавшимся отвезти ликвидаторам последствий аварии из Латвии книги латвийских писателей с автографами авторов.
В поездках в Чернобыль Костенецкая получила облучение, из-за которого в зрелые годы у неё стали болеть суставы и она оказалась прикована к инвалидному креслу. Она имеет официальный статус чернобыльца.

### В Народном фронте
1-2 июня 1988 года Марина Костенецкая была активной участницей Пленума творческих союзов Латвии и единственной русской писательницей, которая выступила на нём, возвысив голос за свой народ, поскольку увидела, что выступления других участников против советской системы скатываются к антирусской риторике.
При формировании Народного фронта Латвии вошла в число его активистов. Прокуратура Латвийской ССР, пытаясь помешать Костенецкой быть избранной в депутаты Съезда народных депутатов СССР, затребовала из Ленинградского военного округа судебное дело её отца, которое было придано огласке и его связь с фашистскими властями во время оккупации Латвии стала широко обсуждаться, в том числе на митингах противников Народного фронта. Костенецкой поступали звонки с угрозами расправы. Однако её имя называли среди тех, кого в числе депутатов хочет видеть народ, почти все ячейки Народного фронта.
Костенецкая баллотировалась по Прейльскому избирательному округу на выборах народных депутатов СССР и была избрана среди 10 конкурентов. «Я эти выборы выиграла, прежде всего, как русский писатель, которого хорошо знал латышский электорат», — писала М.Костенецкая.
На 1-м съезде народных депутатов СССР была избрана членом Верховного Совета СССР.
После самороспуска Съезда народных депутатов СССР некоторое время была безработной, ей помогла пережить трудный год её близкая подруга Лидия Дуршиц, с которой они кормились с огорода на хуторе, купленной Костенецкой в качестве «дома творчества».
С 1992 по 2009 год Марина Григорьевна была ведущей популярной авторской программы «Домская площадь» на выходящем на русском языке 4 канале Латвийского радио.
В 2018 году Марина Костенецкая выступила на Форуме народов Латвии с призывом прекратить разыгрывание национального фактора в стране и объединить всех жителей страны для работы на общее благо.
В 2019 году Латвийская Национальная библиотека выпустила на латышском языке книгу мемуаров Марины Костенецкой, подготовленную совместно с журналистом и драматургом Георгом Стражновым и выпущенную ею на личные средства в 2018 году, "Мой XX век", а также книгу "Письма из XX века" на русском и латышском языках. Последняя представляет собой сборник 3000 читательских писем, которые направляли Костенецкой из всех уголков Советского Союза в 1970-80-е годы. Цель этого издания—показать ту роль, которую играли писатели в общественной жизни СССР, и их связь с читателями. Предисловия к книгам на латышском языке написали соответственно публицист, бывший глава Народного фронта Дайнис Иванс и писатель-диссидент Кнут Скуениекс.

## Позиция по вопросу русских в Латвии
Будучи ярким деятелем Народного фронта Латвии, Марина Костенецкая последовательно выступала за демократические ценности после восстановления независимости Латвии, считая, что «мы не достигли того, ради чего, собственно, революция происходила: настоящей свободы. И произошло это потому, что мы не достигли консенсуса между двумя общинами и своими руками создали двухобщинное государство».

### Разделение на граждан и неграждан
«Огромная ошибка допущена в законе „О гражданстве“… Линией разделили: людей, которые жили в Латвии до 1941 года, — налево, тех, которые приехали, — направо. Те, кто был на баррикадах, оказались за бортом. Да, можно идти натурализоваться, но люди были очень обижены. Сейчас говорят — Народный фронт Латвии никому не обещал гражданства. Но были Гражданские комитеты, ещё радикальнее НФЛ, и в Новой церкви св. Гертруды они регистрировали желающих получить гражданство. Тогда, когда это было ещё опасно и никто не мог предполагать скорый развал СССР, люди шли записываться в граждане. Преимущественно это были латыши, но документально подтверждено, что записались и 30 тысяч русских, украинцев, приехавших после 1941 года. Осознавая, как это может повлиять на их жизнь и они могут подвергнуться преследованиям, люди выступали за независимость Латвии. И когда был принят закон „О гражданстве“, их подписи можно было выбросить в туалет. Это были 30 тысяч лояльных Латвии русских. Часть из них, лучшая, наиболее образованная, знавшая иностранные языки и латышский, обиделась и уехала. Теперь уезжает молодое поколение, которое здесь выросло и знает латышский. Латышский, вдолбленный с ненавистью, — бомба замедленного действия. Лояльность языком не достигается».

### Латышизация школ
«Я теоретически допускаю, что все школы должны быть латышскими, однако за 30 лет для них не подготовлены кадры, способные физику и математику преподавать на латышском языке. Вы своему языку сами роете могилу. Ребенок заканчивает школу, говоря на плохом латышском, вдобавок он не знает ни математики, ни физики… Он может быть хорошим рабочим, но если он вынужден оставить школу, поскольку не справляется с учёбой, он пойдет в бандиты».
«Некоторые русские отдавали детей в латышские школы и пожалели об этом. Ребёнок начинает стесняться своих родителей, ему надо встать на ту или другую сторону. Или если он патриот, он не предаст свою семью и предков, павших во Второй мировой войне. Для ребёнка это шизофрения. Поколение, которое сейчас вынуждают учиться по-латышски, ещё в трех поколениях будет рассказывать, что с ним сделали».

### 9 мая
«Я понимаю ту молодёжь, которая 9 мая идет возлагать цветы к Памятнику освободителям в Риге. Их деды и прадеды погибли. Не только в Латвии проходила линия фронта, но и по всей огромной России. Если молодой человек возлагает цветы в память о своих погибших предках, то как бы это ни было неприятно латышам, это происходит от чистого сердца».

## Признание
- В 1985 году стала лауреатом премии Ленинского комсомола за решение актуальных вопросов общественной морали и коммунистического воспитания молодежи в книгах «Белые дюны», «На златом крыльце сидели...», за публикации в прессе и за активную общественную деятельность.
- В 1994 году удостоена ордена Трёх звёзд за заслуги перед Латвией.
- В 2005 году была признана «голосом Латвийского радио».
- 2008 - Крест Признания 3 степени[8]

## Увлечения
С 1980-х годов Марина Костенецкая увлекалась агни-йогой, дружила с дочерью главы Рижского Рериховского общества Рихарда Рудзитиса Гунтой, в 1990 году впервые побывала в Индии и затем повторила визиты ещё дважды.

#### Книги на чешском и словацком языках
- «Луна Холодного Лица» (1980, Прага), «Завтра на рассвете» (1980, Братислава).